# Peerakiat Siriluethaiwattana
Peerakiat Siriluethaiwattana (Thai: พีระเกียรติ ศิริฤทัยวัฒนา; * 16. August 1989 in Kamphaeng Phet) ist ein ehemaliger thailändischer Tennisspieler.

## Karriere
Peerakiat Siriluethaiwattana war bereits auf der Juniorentour erfolgreich. So trat er 2007 bei allen vier Grand Slams an, wobei sein bestes Ergebnis der Einzug in die dritte Runde der US Open war. Seine beste Platzierung in der Weltrangliste der Junioren war ein kombinierter 42. Rang im Januar 2007. 2004 spielte Peerakiat sein erstes Turnier auf der Profitour. Er war hauptsächlich auf der drittklassigen ITF Future Tour und der zweitklassigen ATP Challenger Tour aktiv. In seiner Karriere konnte er einen Future-Titel im Doppel gewinnen.
Sein Debüt auf der ATP World Tour gab Peerakiat 2007 in Bangkok. Er qualifizierte sich als Lucky Loser für das Einzelfeld und unterlag in der ersten Runde Simon Stadler. In den folgenden Jahren spielte er ausschließlich in Hauptfeldern der Future und Challenger Tour, wobei er auch dort zumeist in der ersten oder zweiten Runde ausschied. Erst 2012 stand er wieder im Hauptfeld eines ATP World Turniers. In Bangkok erhielt er eine Wildcard für das Einzelfeld und traf in der ersten Runde erneut auf einen Deutschen. Gegen Philipp Petzschner hatte er ebenfalls keine Chance und schied wieder nach seinem Auftaktmatch aus. Sein letztes Spiel war 2014 bei einem Future-Turnier in Thailand. Seine beste Platzierung im Einzel war ein 705. Rang, im Doppel gelang ihm ein 567. Rang.
Von 2009 bis 2011 spielte Peerakiat für die thailändische Davis-Cup-Mannschaft. Er spielte nur im Einzel und konnte zwei seiner fünf Spiele gewinnen.